# PGC 8464
LEDA/PGC 8464, auch UGC 1702, ist eine Spiralgalaxie im Sternbild Widder auf der Ekliptik. Sie ist schätzungsweise 553 Millionen Lichtjahre von der Milchstraße entfernt und hat einen Durchmesser von etwa 175.000 Lichtjahren. Vom Sonnensystem aus entfernt sich das Objekt mit einer errechneten Radialgeschwindigkeit von näherungsweise 12.300 Kilometern pro Sekunde.

## Galaktisches Umfeld
| Nr. | Galaxie                 | Alternativname            | Rek           | Dek           | Distanz/asec |
| --- | ----------------------- | ------------------------- | ------------- | ------------- | ------------ |
| →   | PGC 8464                | UGC 1702                  | 02h12m42.36s  | +13d58m09.8s  | 0            |
| 1   | 2MASX J02122605+1354571 | WISEA J021226.05+135457.3 | 02h12m26.050s | +13d54m57.21s | 305.74       |
| 2   | LEDA/PGC 3090824        | NSA 9031                  | 02h13m10.908s | +14d01m04.66s | 451.01       |
| 3   | LEDA/PGC 3127250        | 2MASX J02125817+1404515   | 02h12m58.187s | +14d04m51.51s | 463.03       |
| 4   | 2MASX J02125762+1406105 | WISEA J021257.59+140610.7 | 02h12m57.592s | +14d06m10.23s | 529.04       |
| 5   | LEDA/PGC 1444229        | 2MASX J02120270+1355211   | 02h12m02.675s | +13d55m20.62s | 602.02       |
| 6   | LEDA/PGC 1450325        | NSA 9029                  | 02h12m52.553s | +14d08m29.35s | 637.03       |
| 7   | LEDA/PGC 8406           | UGC 1689                  | 02h12m00.28s  | +14d00m58.9s  | 637.22       |
| 8   | LEDA/PGC 1448471        | 2MASX J02120262+1404151   | 02h12m02.620s | +14d04m15.25s | 684.14       |
| 9   | LEDA/PGC 3126976        | 2MASX J02123774+1346406   | 02h12m37.779s | +13d46m40.60s | 692.42       |
| 10  | 2MASX J02131632+1406369 | WISEA J021316.34+140637.1 | 02h13m16.339s | +14d06m37.19s | 708.49       |
| 11  | LEDA/PGC 3127066        | 2MASX J02132595+1352419   | 02h13m25.962s | +13d52m41.67s | 714.59       |
| 12  | LEDA/PGC 8412           | UGC 1693                  | 02h12m03.243s | +14d06m15.09s | 747.99       |
| 13  | LEDA/PGC 1444194        | 2MASX J02133529+1355141   | 02h13m35.279s | +13d55m14.41s | 790.48       |
| 14  | LEDA/PGC 3126965        | 2MASX J02122509+1345301   | 02h12m25.099s | +13d45m29.54s | 800.75       |
| 15  | LEDA/PGC 1444836        | 2MASX J02114593+1356387   | 02h11m45.962s | +13d56m38.84s | 826.10       |